# Contre-la-montre par équipes du Tour de Norvège féminin 2018
La 1re édition du contre-la-montre par équipes du Tour de Norvège féminin a lieu le 16 août 2018. Elle fait partie de l'UCI World Tour. Elle est remportée par la formation Sunweb.

## Équipes
| Équipes féminines professionnelles (18)- Alé Cipollini - Bepink - Boels Dolmans - BTC City Ljubljana - Canyon-SRAM Racing - Cogeas - FDJ-Nouvelle Aquitaine-Futuroscope - Hitec Products-Birk Sport - Lotto Soudal Ladies - Mitchelton-Scott - Movistar Team - Sunweb - Tibco-Silicon Valley Bank - Valcar PBM - Virtu - WaowDeals - Wiggle High5 - Cervélo Bigla Équipes nationales (2)- Norvège - Suède |
| |

## Classements

### Classement final
| \| Classement général \| Classement général \| Classement général \| Classement général \| Classement général \| Classement général \| \| Équipe \| Équipe \| Pays \| Temps \| Écart de temps \| Vitesse moy. \| \| ------------------ \| ---------------------------------- \| ------------------ \| ------------------ \| ------------------ \| ------------------ \| \| 1re \| Sunweb \| Pays-Bas \| 29 min 53 s \| 0 s \| 48.790 km/h \| \| 2e \| Mitchelton-Scott \| Australie \| 30 min 31 s \| + 38 s \| 47.777 km/h \| \| 3e \| Cervélo Bigla \| Danemark \| 31 min 02 s \| + 1 min 09 s \| 46.982 km/h \| \| 4e \| Canyon-SRAM Racing \| Allemagne \| 31 min 04 s \| + 1 min 11 s \| 46.931 km/h \| \| 5e \| WaowDeals \| Pays-Bas \| 31 min 14 s \| + 1 min 21 s \| 46.681 km/h \| \| 6e \| Boels Dolmans \| Pays-Bas \| 31 min 30 s \| + 1 min 37 s \| 46.286 km/h \| \| 7e \| Wiggle High5 \| Royaume-Uni \| 31 min 37 s \| + 1 min 44 s \| 46.115 km/h \| \| 8e \| Movistar Team \| Espagne \| 32 min 15 s \| + 2 min 22 s \| 45.209 km/h \| \| 9e \| Virtu \| Danemark \| 32 min 26 s \| + 2 min 33 s \| 44.954 km/h \| \| 10e \| Lotto Soudal Ladies \| Belgique \| 32 min 45 s \| + 2 min 52 s \| 44.519 km/h \| \| 11e \| BTC City Ljubljana \| Slovénie \| 32 min 49 s \| + 2 min 56 s \| 44.429 km/h \| \| 12e \| Tibco-Silicon Valley Bank \| États-Unis \| 32 min 53 s \| + 3 min 00 s \| 44.339 km/h \| \| 13e \| Alé Cipollini \| Italie \| 33 min 05 s \| + 3 min 12 s \| 44.071 km/h \| \| 14e \| Bepink \| Italie \| 33 min 19 s \| + 3 min 26 s \| 43.762 km/h \| \| 15e \| Valcar PBM \| Italie \| 33 min 23 s \| + 3 min 30 s \| 43.674 km/h \| \| 16e \| Hitec Products-Birk Sport \| Norvège \| 33 min 23 s \| + 3 min 30 s \| 43.674 km/h \| \| 17e \| FDJ-Nouvelle Aquitaine-Futuroscope \| France \| 33 min 38 s \| + 3 min 45 s \| 43.350 km/h \| \| 18e \| Norvège \| Norvège \| 34 min 05 s \| + 4 min 12 s \| 42.778 km/h \| \| 19e \| Cogeas \| Russie \| 34 min 17 s \| + 4 min 24 s \| 42.528 km/h \| \| 20e \| Suède \| Suède \| 35 min 12 s \| + 5 min 19 s \| 41.420 km/h \| |                                    |             |             |                |              |
| |                                    |             |             |                |              |
| Source : ProCyclingStats |                                    |             |             |                |              |
| Classement général |                                    |             |             |                |              |
| Équipe | Équipe                             | Pays        | Temps       | Écart de temps | Vitesse moy. |
| 1re | Sunweb                             | Pays-Bas    | 29 min 53 s | 0 s            | 48.790 km/h  |
| 2e | Mitchelton-Scott                   | Australie   | 30 min 31 s | + 38 s         | 47.777 km/h  |
| 3e | Cervélo Bigla                      | Danemark    | 31 min 02 s | + 1 min 09 s   | 46.982 km/h  |
| 4e | Canyon-SRAM Racing                 | Allemagne   | 31 min 04 s | + 1 min 11 s   | 46.931 km/h  |
| 5e | WaowDeals                          | Pays-Bas    | 31 min 14 s | + 1 min 21 s   | 46.681 km/h  |
| 6e | Boels Dolmans                      | Pays-Bas    | 31 min 30 s | + 1 min 37 s   | 46.286 km/h  |
| 7e | Wiggle High5                       | Royaume-Uni | 31 min 37 s | + 1 min 44 s   | 46.115 km/h  |
| 8e | Movistar Team                      | Espagne     | 32 min 15 s | + 2 min 22 s   | 45.209 km/h  |
| 9e | Virtu                              | Danemark    | 32 min 26 s | + 2 min 33 s   | 44.954 km/h  |
| 10e | Lotto Soudal Ladies                | Belgique    | 32 min 45 s | + 2 min 52 s   | 44.519 km/h  |
| 11e | BTC City Ljubljana                 | Slovénie    | 32 min 49 s | + 2 min 56 s   | 44.429 km/h  |
| 12e | Tibco-Silicon Valley Bank          | États-Unis  | 32 min 53 s | + 3 min 00 s   | 44.339 km/h  |
| 13e | Alé Cipollini                      | Italie      | 33 min 05 s | + 3 min 12 s   | 44.071 km/h  |
| 14e | Bepink                             | Italie      | 33 min 19 s | + 3 min 26 s   | 43.762 km/h  |
| 15e | Valcar PBM                         | Italie      | 33 min 23 s | + 3 min 30 s   | 43.674 km/h  |
| 16e | Hitec Products-Birk Sport          | Norvège     | 33 min 23 s | + 3 min 30 s   | 43.674 km/h  |
| 17e | FDJ-Nouvelle Aquitaine-Futuroscope | France      | 33 min 38 s | + 3 min 45 s   | 43.350 km/h  |
| 18e | Norvège                            | Norvège     | 34 min 05 s | + 4 min 12 s   | 42.778 km/h  |
| 19e | Cogeas                             | Russie      | 34 min 17 s | + 4 min 24 s   | 42.528 km/h  |
| 20e | Suède                              | Suède       | 35 min 12 s | + 5 min 19 s   | 41.420 km/h  |

### UCI World Tour

#### Points attribués
| Position           | 1er | 2e  | 3e  | 4e  | 5e | 6e | 7e | 8e | 9e | 10e | 11e | 12e | 13e | 14e | 15e | 16e à 30e | 31e à 40e |
| Classement général | 200 | 150 | 125 | 100 | 85 | 70 | 60 | 50 | 40 | 35  | 30  | 25  | 20  | 15  | 10  | 5         | 3         |

| Classement par points | Classement par points | Classement par points | Classement par points | Classement par points |
| Coureuse              | Coureuse              | Pays                  | Équipe                | Points                |
| --------------------- | --------------------- | --------------------- | --------------------- | --------------------- |

| Classement par points | Classement par points | Classement par points | Classement par points | Classement par points |
| Coureuse              | Coureuse              | Pays                  | Équipe                | Points                |
| --------------------- | --------------------- | --------------------- | --------------------- | --------------------- |

| Classement du meilleur jeune | Classement du meilleur jeune | Classement du meilleur jeune | Classement du meilleur jeune | Classement du meilleur jeune |
| Coureuse                     | Coureuse                     | Pays                         | Équipe                       | Points                       |
| ---------------------------- | ---------------------------- | ---------------------------- | ---------------------------- | ---------------------------- |

| Classement du meilleur jeune | Classement du meilleur jeune | Classement du meilleur jeune | Classement du meilleur jeune | Classement du meilleur jeune |
| Coureuse                     | Coureuse                     | Pays                         | Équipe                       | Points                       |
| ---------------------------- | ---------------------------- | ---------------------------- | ---------------------------- | ---------------------------- |

| Classement par équipes aux points | Classement par équipes aux points | Classement par équipes aux points | Classement par équipes aux points |
| Équipe                            | Équipe                            | Pays                              | Points                            |
| --------------------------------- | --------------------------------- | --------------------------------- | --------------------------------- |

| Classement par équipes aux points | Classement par équipes aux points | Classement par équipes aux points | Classement par équipes aux points |
| Équipe                            | Équipe                            | Pays                              | Points                            |
| --------------------------------- | --------------------------------- | --------------------------------- | --------------------------------- |

## Liste des participantes
| Légende | Légende                                                                    | Légende | Légende                                                    |
| ------- | -------------------------------------------------------------------------- | ------- | ---------------------------------------------------------- |
| Num     | Dossard de départ porté par le coureur sur cet Tour de Norvège féminin TTT | Pos     | Position à l'arrivée de la course                          |
|         | Indique un maillot de champion national ou mondial, suivi de sa spécialité | NP      | Indique un coureur qui n'a pas pris le départ de la course |
| AB      | Indique un coureur qui n'a pas terminé la course                           | HD      | Indique un coureur qui a terminé la course hors des délais |

| Boels Dolmans DLT | Boels Dolmans DLT             | Boels Dolmans DLT |
| ----------------- | ----------------------------- | ----------------- |
| Num               | Coureur                       | Pos               |
| 1                 | Skylar Schneider (USA)        | 6e                |
| 2                 | Anna Plichta (POL)            | 6e                |
| 3                 | Christine Majerus (LUX) (clm) | 6e                |
| 4                 | Megan Guarnier (USA)          | 6e                |
| 5                 | Karol-Ann Canuel (DEN)        | 6e                |
| 6                 | Amalie Dideriksen (DEN)       | 6e                |

| Mitchelton-Scott MTS | Mitchelton-Scott MTS               | Mitchelton-Scott MTS |
| -------------------- | ---------------------------------- | -------------------- |
| Num                  | Coureur                            | Pos                  |
| 11                   | Amanda Spratt (AUS)                | 2e                   |
| 12                   | Gracie Elvin (AUS)                 | 2e                   |
| 13                   | Sarah Roy (AUS)                    | 2e                   |
| 14                   | Alexandra Manly (AUS)              | 2e                   |
| 15                   | Annemiek van Vleuten (NED) (route) | 2e                   |
| 16                   | Jessica Allen (AUS)                | 2e                   |

| Canyon-SRAM Racing CSR | Canyon-SRAM Racing CSR     | Canyon-SRAM Racing CSR |
| ---------------------- | -------------------------- | ---------------------- |
| Num                    | Coureur                    | Pos                    |
| 21                     | Alice Barnes (GBR)         | 4e                     |
| 22                     | Katarzyna Niewiadoma (POL) | 4e                     |
| 23                     | Lisa Klein (GER)           | 4e                     |
| 24                     | Christa Riffel (GER)       | 4e                     |
| 25                     | Alexis Ryan (USA)          | 4e                     |
| 26                     | Trixi Worrack (GER)        | 4e                     |

| Sunweb# SUN | Sunweb# SUN            | Sunweb# SUN |
| ----------- | ---------------------- | ----------- |
| Num         | Coureur                | Pos         |
| 31          | Lucinda Brand (NED)    | 1re         |
| 32          | Leah Kirchmann (CAN)   | 1re         |
| 33          | Liane Lippert (GER)    | 1re         |
| 34          | Floortje Mackaij (NED) | 1re         |
| 35          | Coryn Rivera (USA)     | 1re         |
| 36          | Ruth Winder (USA)      | 1re         |

| Cervélo Bigla CBT | Cervélo Bigla CBT            | Cervélo Bigla CBT |
| ----------------- | ---------------------------- | ----------------- |
| Num               | Coureur                      | Pos               |
| 41                | Ashleigh Moolman (RSA)       | 3e                |
| 42                | Lötta Lepistö (FIN) (clm)    | 3e                |
| 43                | Cecilie Uttrup Ludwig (DEN)  | 3e                |
| 44                | Clara Koppenburg (GER)       | 3e                |
| 45                | Ann-Sophie Duyck (BEL) (clm) | 3e                |
| 46                | Emma Cecilie Norsgaard (DEN) | 3e                |

| WaowDeals WAD | WaowDeals WAD              | WaowDeals WAD |
| ------------- | -------------------------- | ------------- |
| Num           | Coureur                    | Pos           |
| 51            | Jeanne Korevaar (NED)      | 5e            |
| 52            | Anouska Koster (NED)       | 5e            |
| 53            | Riejanne Markus (NED)      | 5e            |
| 54            | Pauliena Rooijakkers (NED) | 5e            |
| 55            | Marianne Vos (NED)         | 5e            |
| 56            | Danielle Rowe (GBR)        | 5e            |

| Alé Cipollini ALE | Alé Cipollini ALE      | Alé Cipollini ALE |
| ----------------- | ---------------------- | ----------------- |
| Num               | Coureur                | Pos               |
| 61                | Chloe Hosking (AUS)    | 13e               |
| 62                | Anna Trevisi (ITA)     | 13e               |
| 63                | Ane Santesteban (ESP)  | 13e               |
| 64                | Roxane Knetemann (NED) | 13e               |
| 65                | Soraya Paladin (ITA)   | 13e               |
| 66                | Karlijn Swinkels (NED) | 13e               |

| Wiggle High5 WHT | Wiggle High5 WHT                 | Wiggle High5 WHT |
| ---------------- | -------------------------------- | ---------------- |
| Num              | Coureur                          | Pos              |
| 71               | Elisa Longo Borghini (ITA) (clm) |                  |
| 72               | Kirsten Wild (NED)               | 7e               |
| 73               | Emilia Fahlin (SWE)              | 7e               |
| 74               | Julie Leth (DEN)                 | 7e               |
| 75               | Grace Garner (GBR)               | 7e               |
| 76               | Annette Edmondson (AUS)          | 7e               |

| Valcar-PBM VAL | Valcar-PBM VAL                  | Valcar-PBM VAL |
| -------------- | ------------------------------- | -------------- |
| Num            | Coureur                         | Pos            |
| 81             | Maria Giulia Confalonieri (ITA) | 15e            |
| 82             | Silvia Persico (ITA)            | 15e            |
| 83             | Chiara Consonni (ITA)           | 15e            |
| 84             | Dalia Muccioli (ITA)            | 15e            |
| 85             | Asja Paladin (ITA)              | 15e            |
| 86             | Ilaria Sanguineti (ITA)         | 15e            |

| FDJ Nouvelle Aquitaine Futuroscope FDJ | FDJ Nouvelle Aquitaine Futuroscope FDJ | FDJ Nouvelle Aquitaine Futuroscope FDJ |
| -------------------------------------- | -------------------------------------- | -------------------------------------- |
| Num                                    | Coureur                                | Pos                                    |
| 101                                    | Maëlle Grossetête (FRA)                | 17e                                    |
| 102                                    | Shara Gillow (AUS)                     | 17e                                    |
| 103                                    | Lauren Kitchen (AUS)                   | 17e                                    |
| 104                                    | Greta Richioud (FRA)                   | 17e                                    |
| 105                                    | Rozanne Slik (NED)                     | 17e                                    |
| 106                                    | Moniek Tenniglo (NED)                  | 17e                                    |

| BTC City Ljubljana BTC | BTC City Ljubljana BTC    | BTC City Ljubljana BTC |
| ---------------------- | ------------------------- | ---------------------- |
| Num                    | Coureur                   | Pos                    |
| 111                    | Eugenia Bujak (SLO) (clm) | 11e                    |
| 112                    | Polona Batagelj (SLO)     | 11e                    |
| 113                    | Ursa Pintar (SLO)         | 11e                    |
| 114                    | Anastasia Iakovenko (RUS) | 11e                    |
| 115                    | Maaike Boogaard* (NED)    | 11e                    |
| 116                    | Hanna Nilsson (SWE)       | 11e                    |

| Movistar MOV | Movistar MOV                    | Movistar MOV |
| ------------ | ------------------------------- | ------------ |
| Num          | Coureur                         | Pos          |
| 121          | Aude Biannic (FRA)              | 8e           |
| 122          | Mavi Garcia (ESP) (clm)         | 8e           |
| 123          | Alicia Gonzalez (ESP)           | 8e           |
| 124          | Rachel Neylan (AUS)             | 8e           |
| 125          | Lourdes Oyarbide (ESP)          | 8e           |
| 126          | Malgorzata Jasinska (POL) (clm) | 8e           |

| TIBCO-SVB TIB | TIBCO-SVB TIB                | TIBCO-SVB TIB |
| ------------- | ---------------------------- | ------------- |
| Num           | Coureur                      | Pos           |
| 131           | Alison Jackson (CAN)         | 12e           |
| 132           | Nicolle Bruderer (GUA) (clm) | 12e           |
| 133           | Brodie Chapman (AUS)         | 12e           |
| 134           | Ingrid Drexel (GUA) (clm)    | 12e           |
| 135           | Shannon Malseed (AUS)        | 12e           |
| 136           | Valentina Scandolara (ITA)   | 12e           |

| Hitec Products HPU | Hitec Products HPU                 | Hitec Products HPU |
| ------------------ | ---------------------------------- | ------------------ |
| Num                | Coureur                            | Pos                |
| 141                | Susanne Andersen* (NOR)            | 16e                |
| 142                | Julie Solvang* (NOR)               | 16e                |
| 143                | Vita Heine (NOR)                   | 16e                |
| 144                | Ingrid Lorvik (NOR)                | 16e                |
| 145                | Thea Thorsen (NOR)                 | 16e                |
| 146                | Line Marie Gulliksen (NOR) (route) | 16e                |

| BePink BPK | BePink BPK                      | BePink BPK |
| ---------- | ------------------------------- | ---------- |
| Num        | Coureur                         | Pos        |
| 151        | Tatiana Guderzo (ITA)           | 14e        |
| 152        | Silvia Valsecchi (ITA)          | 14e        |
| 153        | Francesca Pattaro (ITA)         | 14e        |
| 154        | Katia Ragusa * (ITA)            | 14e        |
| 155        | Nicole Steigenga* (NED)         | 14e        |
| 156        | Maria Vittoria Speretto * (ITA) | 14e        |

| Virtu Cycling TVC | Virtu Cycling TVC          | Virtu Cycling TVC |
| ----------------- | -------------------------- | ----------------- |
| Num               | Coureur                    | Pos               |
| 161               | Christina Siggaard (DEN)   | 9e                |
| 162               | Louise Norman Hansen (DEN) | 9e                |
| 163               | Mieke Kröger (GER)         | 9e                |
| 164               | Sara Penton (SWE)          | 9e                |
| 165               | Emilie Moberg (NOR)        | 9e                |
| 166               | Katrine Aalerud (NOR)      | 9e                |

| Cogeas-Mettler CGS | Cogeas-Mettler CGS         | Cogeas-Mettler CGS |
| ------------------ | -------------------------- | ------------------ |
| Num                | Coureur                    | Pos                |
| 171                | Mariia Novolodskaia* (RUS) | 19e                |
| 172                | Karina Kasenova* (RUS)     | 19e                |
| 173                | Yelyzaveta Oshurkova (RUS) | 19e                |
| 174                | Edwige Pitel (FRA)         | 19e                |
| 175                | Teniel Campbell * (TRI)    | 19e                |
| 176                | Agua Marina Espinola (PAR) | 19e                |

| Lotto Soudal LSL | Lotto Soudal LSL             | Lotto Soudal LSL |
| ---------------- | ---------------------------- | ---------------- |
| Num              | Coureur                      | Pos              |
| 181              | Lotte Kopecky (BEL)          | 10e              |
| 182              | Julie van de Velde (BEL)     | 10e              |
| 183              | Kelly van den Steen (BEL)    | 10e              |
| 184              | Anabelle Dreville (FRA)      | 10e              |
| 185              | Marjolein van't Geloof (NED) | 10e              |

| Sélection nationale de Suède | Sélection nationale de Suède | Sélection nationale de Suède |
| ---------------------------- | ---------------------------- | ---------------------------- |
| Num                          | Coureur                      | Pos                          |
| 191                          | Sara Olsson (SWE)            | 20e                          |
| 192                          | Sara Mustonen (SWE)          | 20e                          |
| 193                          | Clara Lundmark * (SWE)       | 20e                          |
| 194                          | Alexandra Nessmar (SWE)      | 20e                          |
| 195                          | Matilda Frantzich * (SWE)    | 20e                          |
| 196                          | Frida Knutsson * (SWE)       | 20e                          |

| Sélection nationale de Norvège | Sélection nationale de Norvège   | Sélection nationale de Norvège |
| ------------------------------ | -------------------------------- | ------------------------------ |
| Num                            | Coureur                          | Pos                            |
| 201                            | Stine Anderson Borgli (NOR)      | 18e                            |
| 202                            | Caroline Thorvik (NOR)           | 18e                            |
| 203                            | Birgitte Ravndal (NOR)           | 18e                            |
| 204                            | Karina Birkenes (NOR)            | 18e                            |
| 205                            | Ingrid Moe (NOR)                 | 18e                            |
| 206                            | Hedda Wallstrom Johansen * (NOR) | 18e                            |

### Prix
Les prix attribués pour valeurs :
| Position | 1er     | 2e      | 3e    | 4e    | 5e    | 6e    | 7e | 8e | 9e | 10e |
| Prix     | 1 150 € | 1 130 € | 820 € | 615 € | 510 € | 510 € | €  | €  | €  | €   |